# Stone o’ Scar
Der Stone o’ Scar (auch Stone o ’Scar, Stone of Scar oder Saville Stone genannt) ist ein Findling in der Nähe des House of Scar auf Burness, der Nordhalbinsel der Orkneyinsel Sanday in Schottland. Er lag ursprünglich etwa 1,6 km entfernt auf dem Coos Moo, einem Feld des Houses of Saville.
Zwischen 1879 und 1880 wurde der 14 Tonnen wiegende Stein unter großem Aufwand bewegt, mit der Absicht, ihn in der Nähe des Houses of Scar zu positionieren. Das Fahrzeug brach nach einiger Zeit unter der Last zusammen und der Stein wurde aufgegeben. Teile des Fahrzeuges sollen noch im 20. Jahrhundert sichtbar gewesen sein.

## Legende
Die lokale Überlieferung besagt, dass der Stein von einer wütenden Hexe, deren Tochter mit ihrem Liebhaber nach Sanday durchgebrannt war, von der Insel Eday geworfen wurde.
Die Idee der Positionierung bekannter Menhire durch eine Hexe oder einen Riesen ist auf Orkney verbreitet. Ein Beispiel ist der Fingersteen auf Rousay.